# Isidro de Carvajal y Lancaster
Isidoro o Isidro de Carvajal y Láncaster (Toledo, 15 de mayo de 1705–Cuenca, 15 de enero de 1771) fue un eclesiástico español, obispo que fue de Cuenca.

## Biografía

### Primeros años y formación
Hijo del II Conde de la Quinta de la Enjarada, Bernardino de Carvajal y Vivero, y de María Josefa de Láncaster y Noroña, provenía por ambas ramas de linajes muy destacados (Moctezuma, emperador azteca; Enrique II de Castilla y Juan II de Portugal) y era hermano del ilustrado ministro de Fernando VI José Carvajal y Láncaster (1698-1754), aunque tenía también otros tres sobresalientes hermanos: Juan Antonio, Nicolás y Álvaro. 
Hizo estudios superiores en la Universidad de Alcalá de Henares. 
Se doctoró en Derecho Canónico en la Universidad de Salamanca; allí residió el curso de 1724 en el Colegio Mayor de San Bartolomé.

## Carrera eclesiástica

### Canónigo
Junto a su hermano Álvaro recibió de su tío el duque de Abrantes en 1728 una canonjía de gracia en el cabildo de la catedral de San Julián (Cuenca); Álvaro fue canónigo y arcediano de Moya. Isidro destacó por su febril actividad pastoral; se permitió incluso rechazar el nombramiento de obispo de Barcelona que le ofreció Felipe V en 1734, y otras propuestas no menos atrayentes.

### Obispo de Cuenca
Sin embargo aceptó de Carlos III, al inicio de su reinado, la mitra de Cuenca, en 1760. Después de reiteradas negaciones se resignó a tomar el cargo, lo que hizo a través de su apoderado Bartolomé de la Cuadra, arcediano de Huete y canónigo de esta Catedral, el 16 de agosto de 1760.
Le consagró en esta Catedral, D. Francisco Rodríguez Chico, obispo de Teruel. Veinticuatro meses después se hizo el solemne traslado de los restos de San Julián al altar de Trasparente. Fundó en Cuenca además el Oratorio de San Felipe Neri y fue muy grande su labor asistencial y benéfica; fue muy dado a visitar toda la diócesis, desplazándose en burro por toda la Serranía, y jamás gastó coche. Fue una persona ejemplar, prudente y justa, muy caritativa, pues dio a los pobres la renta del episcopado y grandes sumas de sus herencias. Sin embargo, se mostró integrista y enemigo del teatro y en un texto de su mano que fue muy famoso, divulgado y controvertido, criticó la postura hiperregalista de la Corona y sus ministros. En efecto, parece haber estado implicado en el Motín de Esquilache (envió el 15 de abril de 1766, pocos días antes del motín, una carta lastimera al confesor real en la que pretendía perseguida a la Iglesia de España, y luego, el 13 de mayo, otra al Rey, donde denunciaba el "saqueo de los bienes eclesiásticos") y fue recibido ásperamente en el Consejo de Castilla por los fiscales José Moñino y Redondo y Pedro Rodríguez Campomanes, quienes escribieron contra él y sus ideas un Memorial ajustado hecho de orden del Consejo Pleno, a instancias de los señores fiscales, del expediente consultivo, visto por remisión de Su Majestad a él, sobre el contenido y expresiones de diferentes cartas del obispo de Cuenca, Isidro de Carvajal y Lancaster (Madrid: J. Ibarra, 1768). La segunda carta escrita por el obispo se ha conservado, y lleva el título de Carta demostrativa del derecho real a los diezmos novales, en virtud de Bulas pontificias, y Apologética, que presentó a Carlos III D. Isidro de Carvajal y Lancaster, obispo de Cuenca, el 13 mayo 1766, manifestando que es un saqueo de los bienes eclesiásticos.
El 28 de agosto de 1767, dirigía otra carta a Carlos III; ahora el mortal peligro para la Iglesia provenía de la presencia de unos cómicos en Cuenca. Recordaba en ella que:
Quando el augusto padre de V. M. [Felipe V] tenía su corte en Sevilla [entre 1729 y 1733], era obispo de Cuenca mi tío el duque de Abrantes; entró en ella una farsa y fueron tales los escándalos que inundaron la ciudad y la miseria en que la puso la desordenada afición de sus vecinos que vendían quanto tenían para ver las comedias, que representado todo a S. M. por mi tío mandó saliese la compañía y prohibió para siempre la entrada de otra. Esta Real Orden se intentó frustrar en tiempo de mi antecesor, y el señor Fernando VI se sirvió mandar derribar el patio para quitar toda ocasión de contravenir a los reales decretos. Estas dos victorias tan gloriosas logró este obispado en el tiempo de los dos citados prelados, pero todo lo ha perdido en el presente con las más funestas consecuencias: la primera, con los gastos para formar un patio interino en que están representando más de un mes sin saber quándo tendrá fin. La segunda, en los que provienen para levantar el patio derribado. La tercera, en el aumento que toma la suma pobreza de los vecinos, que viviendo los más de limosna la gastan aunque no coman en ver las comedias. Y lo que excede a todo, la perdición general de las almas...
Don Isidro se escandalizaba de que no solo eran ya seglares los que asistían a las comedias, sino algunos curas, e incluso prebendados de la catedral, "atropellando no sólo mis avisos impresos en mi pastoral última sino todas las disposiciones de la Iglesia". Pero ya estaban prevenidos en el Consejo; el 10 de abril de 1774 Campomanes replicaba a los argumentos del obispo: los jornaleros no van a las comedias. La ociosidad de Cuenca nace de otros principios: de estar aniquiladas sus fábricas, de las limosnas que se dan a las puertas del obispado y del cabildo a los vagos y mendigos; de la rivalidad del cabildo eclesiástico con el secular, causa de que no se haya llevado a efecto la instalación de un hospicio cuyas ordenanzas, redactadas por el corregidor D. José Moñino, había aprobado el Consejo en 1766, «y no se ha plantificado por el vanísimo empeño de querer preferir los canónigos a los regidores». De esta situación nace que la nobleza, carente de honestas diversiones y avasallada por los eclesiásticos, vaya desamparando la ciudad. Se había derribado el patio de comedias de Cuenca por orden eclesiástica, pero era de propiedad comunal, decía además Campomanes.
Con el castigo ulterior del obispo por sus veleidades políticas se reafirmaba además el ideario y credo del regalismo sustentado por la Corona. Los ilustrados incluso lo acusaron de conspirar y favorecer los alborotos y agitaciones en Cuenca de la primavera de 1766, el llamado "motín del Tío Carujo". Pero él intervino intentando apaciguar a los exaltados por medio del venerable señor Leoz, su amigo. Otros lo acusaron de haber fomentado los motines, como otros muchos antiguos miembros del Colegio Mayor de San Bartolomé. Y el Consejo de Castilla lo obligó a retractarse ante el propio rey Carlos III, al que fue obligado a jurar acatamiento y obediencia, muy poco después de la Expulsión de los jesuitas de España y sus Colonias. A ningún contemporáneo le pasó inadvertido el simbolismo y hondo significado de ambas medidas.

### Fallecimiento
El prelado falleció el 15 de enero de 1771, siendo aún obispo de Cuenca. 
Su cuerpo se depositó en la Catedral y luego fue llevado a una tribuna del Oratorio de San Felipe Neri, donde yace también su hermano Don Álvaro.

## Obras
Este Obispo reconstruyó la iglesia de San Felipe Neri, para el que trajo a Cuenca al gran maestro José Martín de Aldehuela (Aldegüela), que la concluyó tan a satisfacción de todos que fue nombrado maestro mayor de la diócesis conquense y realizó otras obras en la iglesia de las monjas de San Pedro, las llamadas Justinianas, cuyo trazado realizó  Alejandro González Velázquez, al igual que la traza del Altar Mayor y el enlosado, la secretaría y otras oficinas de la Catedral, entre otras.